# Tak jak chcę (singel)
Tak jak chcę – trzeci singel polskiego piosenkarza Michała Szczygła z jego debiutanckiego albumu studyjnego o tym samym tytule. Singel został wydany 27 maja 2020.
Kompozycja znalazła się na 47. miejscu listy AirPlay – Top, najczęściej odtwarzanych utworów w polskich rozgłośniach radiowych.

## Geneza utworu i historia wydania
Utwór napisali i skomponowali Dominic Buczkowski-Wojtaszek, Patryk Kumór i Michał Szczygieł. W opisie utworu opublikowanego w serwisie YouTube napisano, iż piosenka powstała podczas pandemii COVID-19:

Singel powstał w czasach przymusowej izolacji z powodu pandemii i jest przejawem tęsknoty za tym, co niewątpliwie powróci – za dobrą, niczym nieskrępowaną zabawą.

Singel ukazał się w formacie digital download 27 maja 2020 w Polsce za pośrednictwem wytwórni płytowej Universal Music Polska. Piosenka została umieszczona na debiutanckim albumie studyjnym Szczygła – Tak jak chcę.
13 czerwca 2020 utwór został wykonany na żywo w programie Dzień dobry TVN.

## „Tak jak chcę” w stacjach radiowych
Nagranie było notowane na 47. miejscu w zestawieniu AirPlay – Top, najczęściej odtwarzanych utworów w polskich rozgłośniach radiowych.

## Teledysk
Do utworu powstał teledysk, który udostępniono w dniu premiery singla za pośrednictwem serwisu YouTube. Produkcją wideo zajęli się HDSCVM.

## Lista utworów
- Digital download[3]

1. „Tak jak chcę” – 2:55

## Notowania

### Pozycje na listach airplay
| Kraj   | Lista (2020)      | Najwyższa pozycja |
| ------ | ----------------- | ----------------- |
| Polska | AirPlay – Top     | 47                |
| Polska | AirPlay – Nowości | 3                 |